# Lush Life
«Lush Life»  (en español: "Vida apasionada") es una canción de la cantante sueca Zara Larsson de su segundo álbum de estudio. La canción fue lanzada como sencillo el 5 de junio de 2015 y el 9 de junio del mismo año a nivel mundial.

## Desempeño comercial
«Lush Life» lideró las listas en Suecia permaneciendo en el puesto Nº 1 durante cinco semanas consecutivas, convirtiéndose en el segundo sencillo número uno de Larsson en su país natal, también superando las listas en México y Polonia. Alcanzó el puesto número 2 en Dinamarca, Irlanda y Noruega (donde se mantuvo durante 17 semanas consecutivas entre las diez primeras posiciones). Mientras que en Holanda, Suiza y Reino Unido la canción alcanzó el puesto número 3, donde permaneció once semanas consecutivas, llegó al puesto número cuatro en Alemania, Austria y Australia, y en la posición número seis en Finlandia. La canción debutó en el número 97 en el Billboard Hot 100 en julio del año 2016, posteriormente debutó en el puesto número 2 en el Bubbling Under Hot 100 Singles, donde permaneció durante veintisiete semanas. «Lush Life» contó con más de 500 millones de reproducciones en Spotify.

## Video musical
Existen tres videos musicales para el sencillo «Lush Life», la primera versión fue dirigida por Måns Nyman, para el lanzamiento original de la canción en Suecia.  La primera versión muestra Larsson bailando delante de un fondo blanco, junto con escenas de su reclinable con gafas de sol y la marcación de un teléfono. La segunda versión es una versión recortada de la primera con la coloración y efectos visuales añadido, que fue lanzado a los mercados internacionales. La versión internacional del video ha anotado más de 600 millones de visitas en YouTube hasta la fecha.
El tercer vídeo fue hecho para el lanzamiento en Estados Unidos de «Lush Life» y lanzado en julio de 2016. Fue dirigida por María Clerté. El vídeo muestra a Larsson bailando en conjuntos de tonos pastel. Algunas secuencias cuentan con bailarines.

## Lista de canciones
Descarga digital

| N.º | Título      | Duración |  |
| 1.  | «Lush Life» | 3:21     |  |

CD single

| N.º | Título                         | Duración |  |
| 1.  | «Lush Life»                    | 3:22     |  |
| 2.  | «Lush Life» (Alex Adair Remix) | 3:34     |  |

Descarga digital – Zac Samuel Remix

| N.º | Título                                    | Duración |  |
| 1.  | «Lush Life» (Zac Samuel Remix) (Extended) | 5:17     |  |

Descarga digital – Tinie Tempah Remix

| N.º | Título                                       | Duración |  |
| 1.  | «Lush Life» (Tinie Tempah)                   | 3:20     |  |
| 2.  | «Lush Life» (Tinie Tempah) (Dancehall Remix) | 3:23     |  |

Descarga digital – Latino Remix

| N.º | Título                  | Duración |  |
| 1.  | «Lush Life» (con Wisin) | 3:45     |  |

Descarga digital – Versión acústica

| N.º | Título                         | Duración |  |
| 1.  | «Lush Life» (Versión acústica) | 3:22     |  |

## Posicionamiento en listas
| Listas (2015–2016)                        | Mejor posición |
| ----------------------------------------- | -------------- |
| Australia (ARIA)                          | 4              |
| Austria (Ö3 Austria Top 40)               | 4              |
| Bélgica (Flandes) (Ultratop 50)           | 2              |
| Bélgica (Valonia) (Ultratop 50)           | 11             |
| Canadá (Canadian Hot 100)                 | 53             |
| República Checa (Rádio Top 100)           | 14             |
| República Checa (Singles Digitál Top 100) | 6              |
| Dinamarca (Tracklisten)                   | 2              |
| Europa (Euro Digital Songs)               | 7              |
| Finlandia (OFC)                           | 6              |
| Francia (SNEP)                            | 16             |
| Alemania (Airplay Chart)                  | 2              |
| Alemania (Offizielle Deutsche Charts)     | 4              |
| Hungría (Rádiós Top 40)                   | 6              |
| Hungría (Single Top 40)                   | 5              |
| Hungría (Dance Top 40)                    | 34             |
| Irlanda (IRMA)                            | 2              |
| Islandia (RÚV)                            | 11             |
| Israel (Media Forest)                     | 2              |
| Italia (FIMI)                             | 20             |
| Luxemburgo (Billboard)                    | 4              |
| México Inglés Airplay (Billboard)         | 1              |
| México Top 20 Inglés (Monitor Latino)     | 17             |
| Países Bajos (Dutch Top 40)               | 3              |
| Países Bajos (Mega Single Top 100)        | 3              |
| Nueva Zelanda (Recorded Music NZ)         | 8              |
| Noruega (VG-lista)                        | 2              |
| Polonia (Polish Airplay Top 100)          | 3              |
| Polonia (Polish TV Airplay Chart)         | 1              |
| Polonia (Polish Airplay New)              | 1              |
| Portugal(AFP)                             | 15             |
| CEI (Tophit)                              | 8              |
| Escocia (Scottish Singles Sales Chart)    | 3              |
| Serbia (Radiomonitor)                     | 3              |
| Eslovaquia (Rádio Top 100)                | 14             |
| Eslovaquia (Singles Digitál Top 100)      | 2              |
| Eslovenia (SloTop50)                      | 12             |
| España (Top 100 Canciones)                | 7              |
| España (Los 40 Principales)               | 1              |
| Suecia (Sverigetopplistan)                | 1              |
| Suiza (Schweizer Hitparade)               | 3              |
| Reino Unido (UK Singles Chart)            | 3              |
| Ucrania (Tophit)                          | 11             |
| Estados Unidos (Billboard Hot 100)        | 75             |
| Estados Unidos (Mainstream Top 40)        | 39             |

| Listas (2015)                     | Mejor posición |
| --------------------------------- | -------------- |
| Bélgica (Ultratop 50 Flanders)    | 67             |
| Dinamarca (Tracklisten)           | 19             |
| Alemania (Official German Charts) | 56             |
| Países Bajos (Dutch Top 40)       | 27             |
| Países Bajos (Single Top 100)     | 36             |
| Polonia (ZPAV)                    | 42             |
| Suecia (Sverigetopplistan)        | 11             |

| Listas (2016)                         | Mejor Posición |
| ------------------------------------- | -------------- |
| Australia (ARIA)                      | 30             |
| Austria (Ö3 Austria Top 40)           | 57             |
| Bélgica (Ultratop 50 Flanders)        | 88             |
| Bélgica (Ultratop 50 Wallonia)        | 52             |
| CEI (Tophit)                          | 27             |
| Dinamarca (Tracklisten)               | 75             |
| Francia (SNEP)                        | 30             |
| Alemania (Official German Charts)     | 54             |
| Hungría (Rádiós Top 40)               | 5              |
| Hungría (Single Top 40)               | 32             |
| Israel (Media Forest)                 | 23             |
| Italia (FIMI)                         | 35             |
| Países Bajos (Dutch Top 40)           | 85             |
| Países Bajos (Single Top 100)         | 47             |
| Nueva Zelanda (Recorded Music NZ)     | 20             |
| Rusia (Tophit)                        | 21             |
| Eslovenia (SloTop50)                  | 45             |
| Suecia (Sverigetopplistan)            | 42             |
| Suiza (Schweizer Hitparade)           | 22             |
| Ucrania (Tophit)                      | 91             |
| Reino Unido (Official Charts Company) | 6              |

| Listas (2019)  | Mejor Posición |
| -------------- | -------------- |
| Portugal (AFP) | 1055           |

| Listas (2010–2019)                    | Mejor Posición |
| ------------------------------------- | -------------- |
| Reino Unido (Official Charts Company) | 63             |

## Certificaciones
| País           | Organismo certificador | Certificación  | Ventas certificadas | Simbolización | Ref.   |
| -------------- | ---------------------- | -------------- | ------------------- | ------------- | ------ |
| Argentina      | CAPIF                  | Oro            | 10 000              | ●             | [ 77 ] |
| Alemania       | BVMI                   | 3x Oro         | 600 000             | ●             | [ 78 ] |
| Australia      | ARIA                   | 5× Platino     | 350 000             | ▲             | [ 79 ] |
| Austria        | IFPI — Austria         | Platino        | 30 000              | ▲             | [ 80 ] |
| Bélgica        | BEA                    | Platino        | 30 000              | ▲             | [ 81 ] |
| Brasil         | Pro-Música Brasil      | 3× Platino     | 120 000             | ▲             | [ 82 ] |
| Canadá         | Music Canada           | 3× Platino     | 240 000             | ▲             | [ 83 ] |
| Dinamarca      | IFPI — Dinamarca       | 3× Platino     | 270 000             | ▲             | [ 84 ] |
| España         | PROMUSICAE             | 2× Platino     | 80 000              | ▲             | [ 85 ] |
| Estados Unidos | RIAA                   | Platino        | 1 000 000           | ▲             | [ 86 ] |
| Finlandia      | Musiikkituottajat      | Platino        | 10 000              | ▲             | [ 87 ] |
| Francia        | SNEP                   | Diamante       | 250,000             | ✦             | [ 88 ] |
| Italia         | FIMI                   | 3× Platino     | 150 000             | ▲             | [ 89 ] |
| México         | AMPROFON               | 2× Platino+Oro | 150 000             | ▲             | [ 90 ] |
| Noruega        | IFPI — Noruega         | 4× Platino     | 240 000             | ▲             | [ 91 ] |
| Nueva Zelanda  | RMNZ                   | 2× Platino     | 30 000              | ▲             | [ 92 ] |
| Países Bajos   | NVPI                   | Platino        | 30 000              | ▲             | [ 93 ] |
| Polonia        | ZPAV                   | Diamante       | 100 000             | ✦             | [ 94 ] |
| Portugal       | AFP                    | Oro            | 10 000              | ●             | [ 95 ] |
| Reino Unido    | BPI                    | 3× Platino     | 1 800 000           | ▲             | [ 96 ] |
| Suecia         | GLF                    | 10× Platino    | 400 000             | ▲             | [ 97 ] |
| Suiza          | IFPI                   | 2× Platino     | 60 000              | ▲             | [ 98 ] |

## Historial de lanzamientos
| Región                | Fecha                      | Formato                               | Discográfica      |
| --------------------- | -------------------------- | ------------------------------------- | ----------------- |
| Suecia                | 5 de junio de 2015         | Descarga digital                      | TEN · Epic · Sony |
| Reino Unido           | 9 de junio de 2015         | Descarga digital                      | TEN · Epic · Sony |
| Australia             | 9 de junio de 2015         | Descarga digital                      | TEN · Epic · Sony |
| Estados Unidos        | 9 de junio de 2015         | Descarga digital                      | TEN · Epic · Sony |
| 20 de octubre de 2015 | Top 40 radio               | Epic                                  |                   |
| Alemania              | 20 de noviembre de 2015    | CD                                    | TEN · Epic · Sony |
| Reino Unido           | 5 de febrero de 2016       | Hit Contemporáneo de la radio         | TEN · Epic · Sony |
| Suecia                | 26 de febrero de 2016      | Descarga digital (Tinie Tempah Remix) | TEN · Epic · Sony |
| Australia             | 26 de febrero de 2016      | Descarga digital (Tinie Tempah Remix) | TEN · Epic · Sony |
| Reino Unido           | 26 de febrero de 2016      | Descarga digital (Tinie Tempah Remix) | TEN · Epic · Sony |
| 4 de marzo de 2016    | Descarga digital (Remixes) |                                       | TEN · Epic · Sony |
| Suecia                | 1 de abril de 2016         | Descarga digital (Versión acústica)   | TEN · Epic · Sony |
| Australia             | 1 de abril de 2016         | Descarga digital (Versión acústica)   | TEN · Epic · Sony |
| Reino Unido           | 1 de abril de 2016         | Descarga digital (Versión acústica)   | TEN · Epic · Sony |
| Estados Unidos        | 20 de junio de 2016        | Música contemporánea para adultos     | Epic              |
| Estados Unidos        | 21 de junio de 2016        | Top 40 radio                          | Epic              |